# Mansourah
Mansourah (arabisch المنصورة) ist eine ca. 60.000 Einwohner zählende Stadt im Nordwesten Algeriens nahe der Grenze zum Königreich  Marokko.

## Lage
Mansourah liegt gut 150 km (Fahrtstrecke) südwestlich von Oran und nur gut 5 km südwestlich von Tlemcen in einer Höhe von etwa 800 m. Das Klima ist gemäßigt bis warm; Regen (ca. 485 mm/Jahr) fällt überwiegend im Winterhalbjahr.

## Bevölkerung
| Jahr      | 1977  | 1987   | 1998   | 2008   |
| Einwohner | 1.564 | 19.250 | 35.524 | 49.150 |

Seit den 1980er Jahren erlebt Mansourah eine enorme Zuwanderung aus anderen Regionen Algeriens. Heute ist der Ort eine Wohn- und Schlafstadt der Großstadt Tlemcen.

## Wirtschaft
In der für algerische Verhältnisse regenreichen Umgebung von Mansourah wurde und wird in geringem Umfang Landwirtschaft und Viehzucht betrieben.

## Geschichte
Mansourah wurde von dem aus Marokko stammenden Merinidensultan Abu Yaqub Yusuf (reg. 1286–1307) im Rahmen seiner Expansionsversuche in Richtung Algerien und Tunesien im Jahr 1299 als Militärlager unter dem Namen Elmahalla Mansourah gegründet. Kurz darauf begann man mit dem Bau einer mauerumgürteten Residenzstadt mit Moschee, Palastviertel (kasbah) und Hospital, von der aus man die Belagerung der von den Abdalwadiden (oder Ziyyaniden) gehaltenen Stadt Tlemcen vorantrieb. Nach dem gewaltsamen Tod des Sultans wurde die Stadt teilweise zerstört; erst nach der Rückkehr der Meriniden unter Abu l-Hasan (reg. 1331–1351) begann man mit dem Wiederaufbau, der bis zur Vertreibung seines Sohnes Abu Inan Faris (reg. 1351–1358) andauerte. Danach übernahmen die von Tlemcen aus regierenden Abdalwadiden erneut  die Macht. Im 15. und 16. Jahrhundert profitierte Mansourah von der Zuwanderung der aus Al-Andalus vertriebenen Juden und Muslime. Seit 1550 stand der Ort unter der Oberhoheit der Osmanen. Die französische Kolonialzeit dauerte von 1842 bis 1962.

## Sehenswürdigkeiten

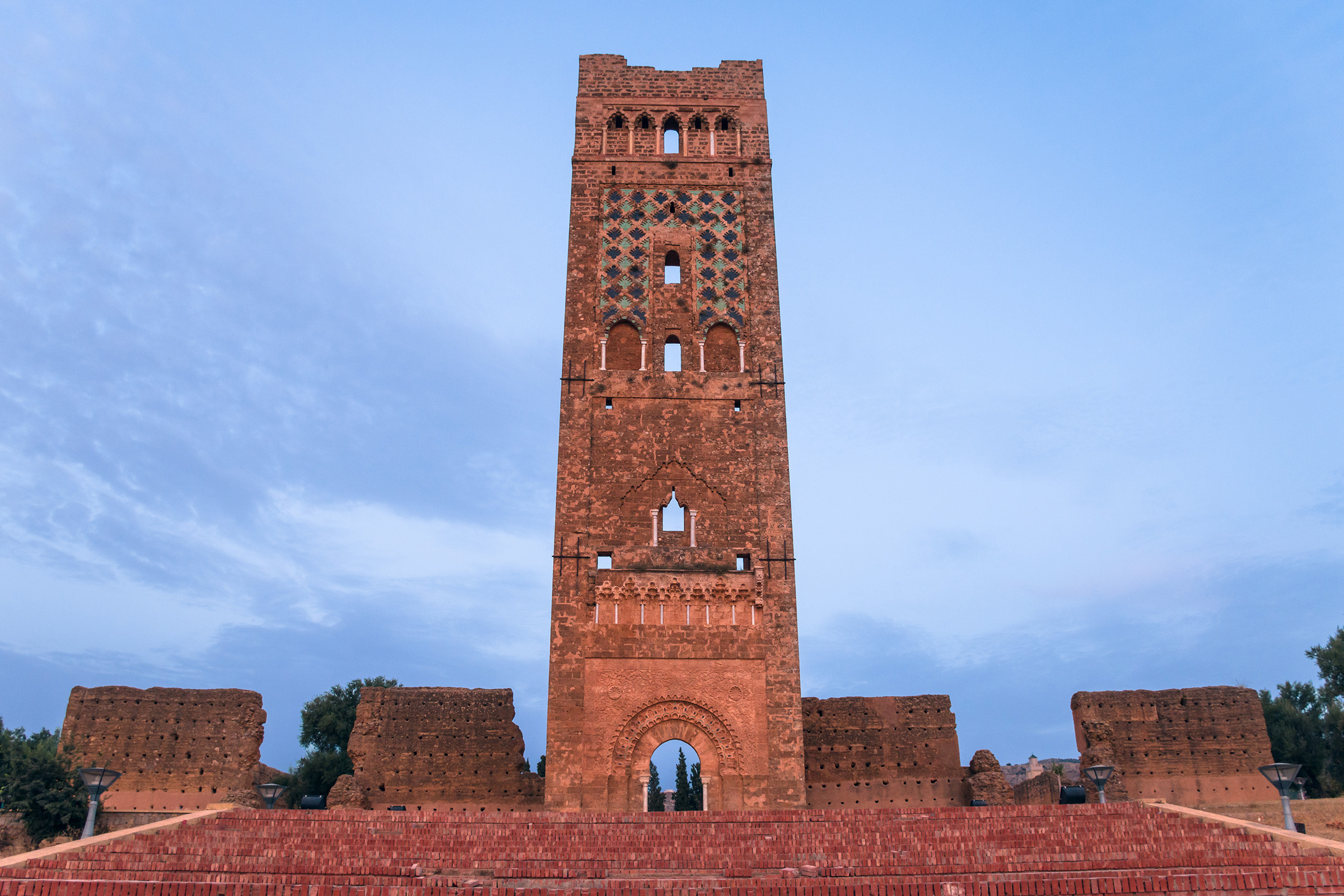
Lehmmauern und Minarett der Großen Moschee

- Von besonderer Bedeutung ist die ehemals ein Areal von ca. 100 ha umfassende und ca. 1,50 m dicke und bis zu 12 m hohe Mauer der ehemaligen Palaststadt. Diese ist im Wesentlichen aus Stampflehm vermischt mit kleinen Steinen errichtet und wird durch zahlreiche Vorsprünge stabilisiert und gegen Angriffe gesichert.
- Die Ruine der im Jahr 1303 begonnenen und erst unter seinem späteren Nachfolger Abu Said Uthman II. (reg. 1310–1331) vollendeten Großen Moschee gehört zu den Höhepunkten merinidischer Architektur. Während die Außenwände der ca. 60 × 85 m messenden Hofmoschee aus Stampflehm errichtet sind, besteht das ca. 38 m hohe Minarett zur Gänze aus Hausteinen. Beachtenswert sind die verschiedenen Dekor- und Gliederungselemente auf allen Seiten des Minaretts; das Rautenmotiv im oberen Teil ist mit eingelegten grünen Kacheln geschmückt, die der Turmruine noch heute einen gewissen Glanz verleihen. Während der französischen Kolonialzeit wurde die Moschee im Jahr 1900 unter Schutz gestellt; die Ruine des Minaretts wurde mit Eisenankern und durch Mauerverstärkungen gesichert.